# Sean O’Keefe

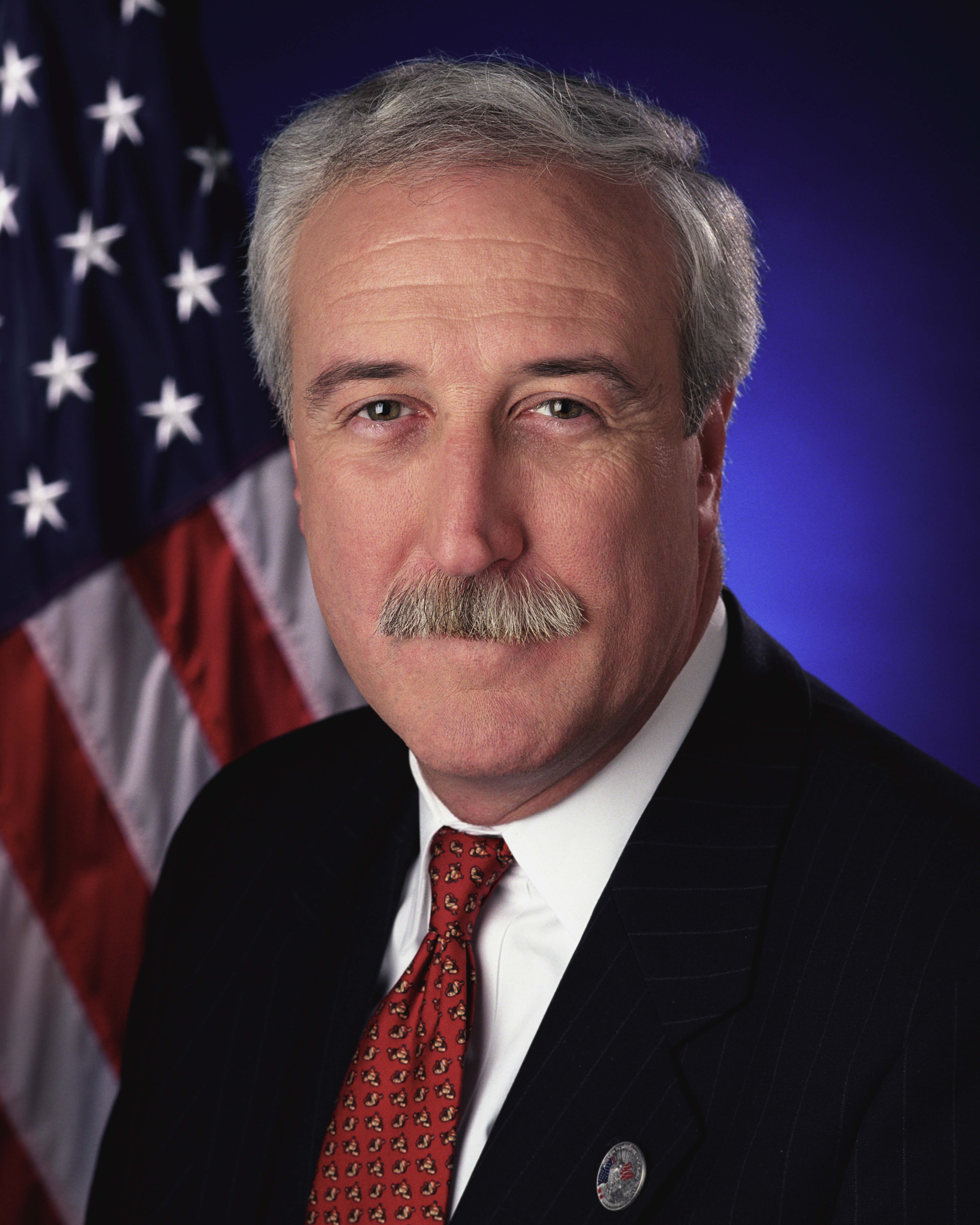
Sean O’Keefe

Sean O’Keefe (* 27. Januar 1956 in Monterey, Kalifornien, USA) war von Dezember 2001 bis Februar 2005 der zehnte Leiter der US-Weltraumbehörde NASA.

## Leben
O’Keefe wurde in Kalifornien geboren, wuchs jedoch in Louisiana auf. Die Jugend verbrachte er in verschiedenen US-Bundesstaaten, weil sein Vater Offizier in der US-Marine war. Nachdem er die Wheeler High School in North Stonington (Connecticut) beendet hatte, studierte er in New Orleans Politikwissenschaften und erhielt 1977 von der Loyola University einen Bachelor. Er zog nach New York und erwarb im Jahr darauf von der Maxwell School der Syracuse University einen Master in Verwaltungswissenschaften.
Mit Verlassen der Universität wurde O’Keefe in ein Programm aufgenommen, mit dem Hochschulabgängern die Arbeit in einer US-Regierungsbehörde nähergebracht werden soll. 1980 wurde er Mitarbeiter im Finanzmittelbewilligungsausschuss des US-Senats und nach acht Jahren zum Stabschef des Unterausschusses für die Zuteilung von Geldern für das Verteidigungsministerium berufen.
1989 kam O’Keefe zum Verteidigungsministerium und war drei Jahre lang als Rechnungsprüfer tätig, bis er von US-Präsident George Bush zum Marineminister ernannt wurde. Nach nur drei Monaten nahm O’Keefe im Januar 1993 seinen Abschied und schlug eine universitäre Laufbahn ein. Zunächst lehrte er Betriebswirtschaft an der Pennsylvania State University und war Dekan der dortigen Hochschule für Aufbaustudien. 1996 wurde er an seiner Alma Mater, der Maxwell School, Professor für Geschäfts- und Regierungspolitik.
US-Präsident George W. Bush berief O’Keefe im Februar 2001 zum Vizedirektor des Office of Management and Budget im Weißen Haus, das den Bundeshaushalt kontrolliert. Nach nur zehn Monaten hatte Präsident Bush eine neue Aufgabe für ihn: O’Keefe wurde am 21. Dezember 2001 zum zehnten Administrator der US-Raumfahrtbehörde vereidigt – zwei Monate nachdem sein Vorgänger, Daniel Goldin, seinen Rücktritt erklärt hatte.
O’Keefe erwarb sich während seiner dreijährigen Amtszeit den Ruf eines „Erbsenzählers“, weil ihn die Verwaltung der Finanzen mehr zu interessieren schien, als die raumfahrttechnischen Aufgaben. So war er auch damit beschäftigt, die Führungsebene der Raumfahrtbehörde umzustrukturieren.
Das dunkelste Kapitel seiner Dienstzeit war der Absturz der Raumfähre Columbia am 1. Februar 2003. Die offene Aufklärung des Unglücks und die Rückführung des Space Shuttles zum Flugbetrieb wurden ihm sehr zugutegehalten. Nachdem Präsident Bush im Januar 2004 die neue Ausrichtung der bemannten US-Raumfahrt bekanntgab, veranlasste O’Keefe die Umsetzung innerhalb der NASA.
O’Keefe geriet erneut in die Kritik, als er wenige Wochen später, im Februar 2004, eine weitere Wartungsmission zum Hubble-Weltraumteleskop absagte. Ein solcher Shuttle-Flug sei zu riskant, weil bei einem Unfall die Internationale Raumstation nicht als „rettender Hafen“ angesteuert werden könne. Sein Nachfolger, Michael Griffin, revidierte im Oktober 2006 diese Entscheidung.
Im Dezember 2004 reichte O’Keefe seinen Rücktritt ein. In einem Schreiben an US-Präsident Bush führte er familiäre und finanzielle Gründe für seinen Entschluss an, vom Posten des NASA-Leiters zurückzutreten. O’Keefe schied im Februar 2005 aus seinem Amt aus. Zwei Monate darauf trat Griffin seine Nachfolge an.
Von 2005 bis 2008 war O’Keefe Kanzler der Louisiana State University. Am 1. November 2009 übernahm er das Amt des Chief Executive Officers von EADS North America.

### Flugzeugunglück 2010
Sean O’Keefe und sein Sohn wurden am 9. August 2010 bei einem Flugzeugabsturz in Alaska schwer verletzt, als das einmotorige Propellerflugzeug de Havilland Canada DHC-3 auf dem Weg zu einer Angeltour, nahe Dillingham, mit neun Personen an Bord abstürzte. Bei dem Unglück gab es fünf Todesopfer, unter ihnen der Politiker und ehemalige US-Senator für Alaska Ted Stevens.